# Mernua
Mernua war eine nubische Königin um 600 v. Chr.
Sie ist nur von ihrer Pyramide Beg S85 in Meroe her bekannt, deren Grabkammer ungeplündert aufgefunden wurde. Die Königin wurde in einem Set von drei anthropoiden, also menschenförmigen Särgen begraben. Auf ihrer Mumie fand sich noch eine große Anzahl silberner Amulette und ein Perlennetz, das über die Leiche gelegt war. Auf ihrem Gesicht lag eine silberne Maske.
An weiteren Grabbeigaben fanden sich in der Grabkammer Uschebtis mit dem Namen der Mernua und etwas Keramik. Durch die Feuchtigkeit des Bodens waren schon alle organischen Materialien stark verfallen.
Die Grabausstattung ist in einem rein ägyptischen Stil gehalten. Sie datiert um 600 v. Chr. und belegt, dass schon zu dieser Zeit Meroe ein wichtiger Ort war, an dem Mitglieder des Königshauses bestattet wurden. Ihr Gemahl kann nicht mit Sicherheit identifiziert werden.

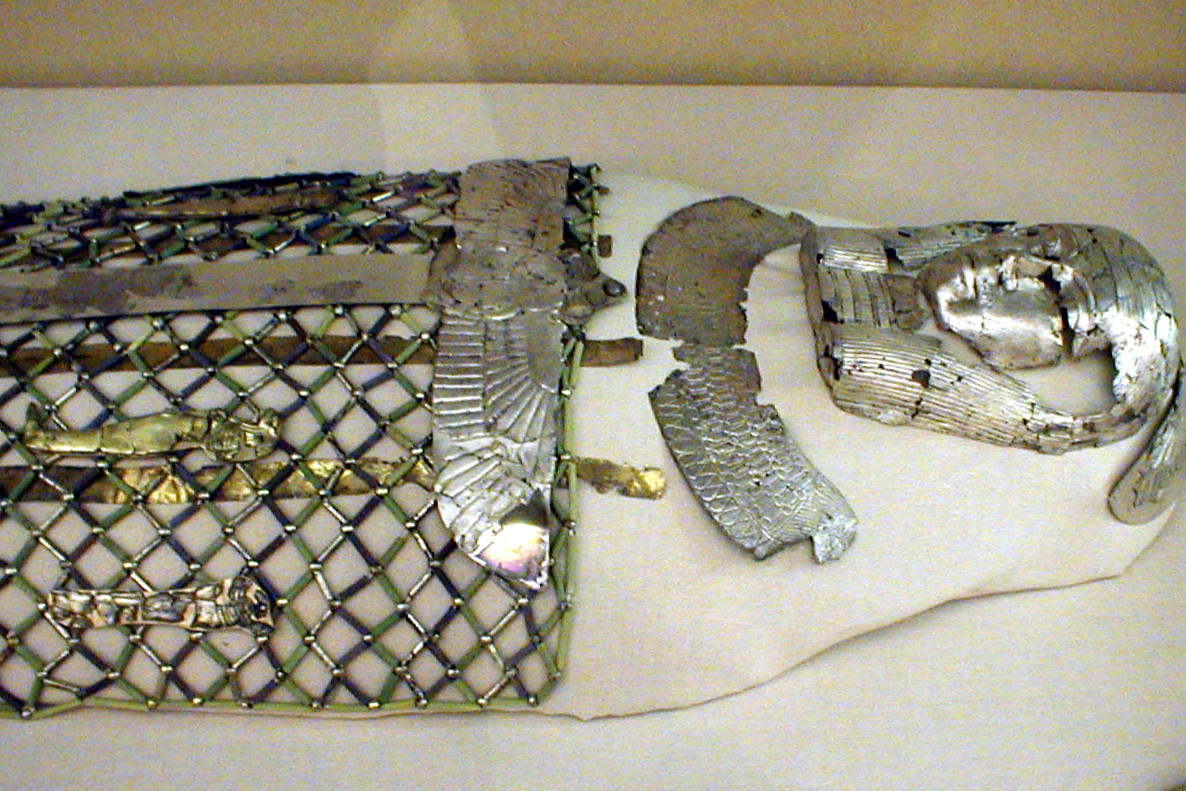
Mumienschmuck von Mernua im Museum of Fine Arts in Boston
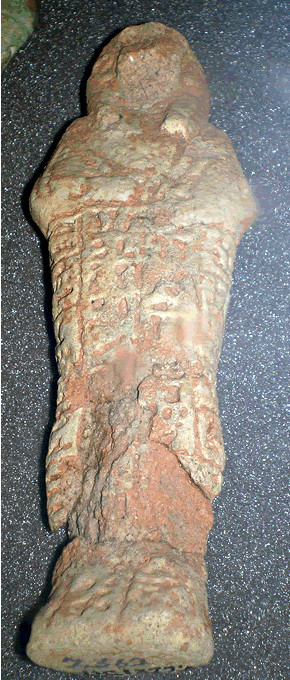
Uschebti der Mernua